# Santos Women's Tour 2019
La 13.ª edición del Santos Women's Tour fue una carrera femenina de ciclismo en ruta por etapas que se celebra entre el 10 y el 13 de enero de 2019 en Australia con inicio en la ciudad de Hahndorf y final en la ciudad de Adelaida sobre un recorrido de 376,6 kilómetros.
La carrera formó parte del Calendario UCI Femenino 2019, calendario ciclístico femenino dentro de la categoría UCI 2.1. La victoria fue para la australiana Amanda Spratt del Mitchelton-Scott. La acompañaron en el podio, como segunda y tercer clasificada respectivamente, las también australianas Lucy Kennedy, compañera de equipo de la ganadora, y Rachel Neylan del UniSA-Australia.

## Equipos participantes
Tomaron parte en la carrera 15 equipos: 10 de categoría UCI Women's Team; 4 de categoría nacional y la selección nacional de Nueva Zelanda. Formando así un pelotón de 89 ciclistas de las que acabaron 80. Los equipos participantes fueron:
| Equipos femeninos (10)- Alé Cipollini - Astana Women's - BePink - CCC-Liv - Doltcini-Van Eyck Sport - Mitchelton-Scott - Rally UHC Cycling Women - Swapit Agolico - Tibco-Silicon Valley Bank - Trek-Segafredo Equipo nacional- Nueva Zelanda translation for headoftableIII_translate index 39 not found- UniSA-Australia Equipos regionales y de clubes (3)- Gusto StepFWD KOM - Specialized Women's Racing - Sydney University |
| |

## Recorrido
El Santos Women's Tour dispone de cuatro etapas dividido en dos etapas de media montaña y dos etapas llanas para un recorrido total de 376,6 kilómetros.
| Etapa     | Fecha     | Recorrido            | type            | Distancia (km) | Ganador             | Líder               |
| --------- | --------- | -------------------- | --------------- | -------------- | ------------------- | ------------------- |
| 1.ª etapa | 10 de ene | Hahndorf – Birdwood  | etapa escarpada | 112,9          | Letizia Paternoster | Letizia Paternoster |
| 2.ª etapa | 11 de ene | Nuriootpa – Angaston | etapa escarpada | 116,7          | Amanda Spratt       | Amanda Spratt       |
| 3.ª etapa | 12 de ene | Nairne – Stirling    | etapa llana     | 104,5          | Grace Brown         | Amanda Spratt       |
| 4.ª etapa | 13 de ene | Adelaida – Adelaida  | etapa llana     | 42,5           | Chloe Hosking       | Amanda Spratt       |

## Desarrollo de la carrera

### 1.ª etapa
| Hahndorf - Birdwood | etapa escarpada | (112,9 km) |

| \| Clasificación de la etapa \| Clasificación de la etapa \| Clasificación de la etapa \| Clasificación de la etapa \| Clasificación de la etapa \| \| Ciclista \| Ciclista \| Equipo \| Tiempo \| \| \| ------------------------- \| ------------------------- \| ------------------------------------ \| ------------------------- \| ------------------------- \| \| 1.ª \| Letizia Paternoster \| Trek-Segafredo \| 3 h 10 min 28 s \| \| \| 2.ª \| Sarah Roy \| Mitchelton-Scott \| + 0 s \| \| \| 3.ª \| Arlenis Sierra \| Astana Women's Team \| + 0 s \| \| \| 4.ª \| Alison Jackson \| Tibco-Silicon Valley Bank \| + 0 s \| \| \| 5.ª \| Rachele Barbieri \| Bepink \| + 0 s \| \| \| 6.ª \| Ashleigh Moolman-Pasio \| CCC-Liv \| + 0 s \| \| \| 7.ª \| Matilda Raynolds \| Specialized women's racing \| + 0 s \| \| \| 8.ª \| Rebecca Wiasak \| UniSA-Australia \| + 0 s \| \| \| 9.ª \| Niamh Fisher-Black \| Mike Greer Homes Womens Cycling Team \| + 0 s \| \| \| 10.ª \| Chloe Hosking \| Alé Cipollini \| + 0 s \| \| |                        |                                      |                 |
| |                        |                                      |                 |
| |                        |                                      |                 |
| Clasificación de la etapa |                        |                                      |                 |
| Ciclista | Ciclista               | Equipo                               | Tiempo          |
| 1.ª | Letizia Paternoster    | Trek-Segafredo                       | 3 h 10 min 28 s |
| 2.ª | Sarah Roy              | Mitchelton-Scott                     | + 0 s           |
| 3.ª | Arlenis Sierra         | Astana Women's Team                  | + 0 s           |
| 4.ª | Alison Jackson         | Tibco-Silicon Valley Bank            | + 0 s           |
| 5.ª | Rachele Barbieri       | Bepink                               | + 0 s           |
| 6.ª | Ashleigh Moolman-Pasio | CCC-Liv                              | + 0 s           |
| 7.ª | Matilda Raynolds       | Specialized women's racing           | + 0 s           |
| 8.ª | Rebecca Wiasak         | UniSA-Australia                      | + 0 s           |
| 9.ª | Niamh Fisher-Black     | Mike Greer Homes Womens Cycling Team | + 0 s           |
| 10.ª | Chloe Hosking          | Alé Cipollini                        | + 0 s           |

| \| Clasificación general \| Clasificación general \| Clasificación general \| Clasificación general \| Clasificación general \| \| Ciclista \| Ciclista \| Equipo \| Tiempo \| \| \| --------------------- \| ---------------------- \| -------------------------- \| --------------------- \| --------------------- \| \| 1.ª \| Letizia Paternoster \| Trek-Segafredo \| 3 h 10 min 28 s \| \| \| 2.ª \| Sarah Roy \| Mitchelton-Scott \| + 2 s \| \| \| 3.ª \| Chloe Hosking \| Alé Cipollini \| + 5 s \| \| \| 4.ª \| Gracie Elvin \| Mitchelton-Scott \| + 5 s \| \| \| 5.ª \| Arlenis Sierra \| Astana Women's Team \| + 6 s \| \| \| 6.ª \| Alison Jackson \| Tibco-Silicon Valley Bank \| + 10 s \| \| \| 7.ª \| Rachele Barbieri \| Bepink \| + 10 s \| \| \| 8.ª \| Ashleigh Moolman-Pasio \| CCC-Liv \| + 10 s \| \| \| 9.ª \| Matilda Raynolds \| Specialized women's racing \| + 10 s \| \| \| 10.ª \| Rebecca Wiasak \| UniSA-Australia \| + 10 s \| \| |                        |                            |                 |
| |                        |                            |                 |
| |                        |                            |                 |
| Clasificación general |                        |                            |                 |
| Ciclista | Ciclista               | Equipo                     | Tiempo          |
| 1.ª | Letizia Paternoster    | Trek-Segafredo             | 3 h 10 min 28 s |
| 2.ª | Sarah Roy              | Mitchelton-Scott           | + 2 s           |
| 3.ª | Chloe Hosking          | Alé Cipollini              | + 5 s           |
| 4.ª | Gracie Elvin           | Mitchelton-Scott           | + 5 s           |
| 5.ª | Arlenis Sierra         | Astana Women's Team        | + 6 s           |
| 6.ª | Alison Jackson         | Tibco-Silicon Valley Bank  | + 10 s          |
| 7.ª | Rachele Barbieri       | Bepink                     | + 10 s          |
| 8.ª | Ashleigh Moolman-Pasio | CCC-Liv                    | + 10 s          |
| 9.ª | Matilda Raynolds       | Specialized women's racing | + 10 s          |
| 10.ª | Rebecca Wiasak         | UniSA-Australia            | + 10 s          |

### 2.ª etapa
| Nuriootpa - Angaston | etapa escarpada | (116,7 km) |

| \| Clasificación de la etapa \| Clasificación de la etapa \| Clasificación de la etapa \| Clasificación de la etapa \| Clasificación de la etapa \| \| Ciclista \| Ciclista \| Equipo \| Tiempo \| \| \| ------------------------- \| ------------------------- \| ---------------------------------- \| ------------------------- \| ------------------------- \| \| 1.ª \| Amanda Spratt \| Mitchelton-Scott \| 3 h 13 min 20 s \| \| \| 2.ª \| Lucy Kennedy \| Mitchelton-Scott \| + 39 s \| \| \| 3.ª \| Kristabel Doebel-Hickok \| Rally Cycling \| + 45 s \| \| \| 4.ª \| Rachel Neylan \| Virtu Cycling Women \| + 50 s \| \| \| 5.ª \| Jaime Gunning \| Specialized women's racing \| + 53 s \| \| \| 6.ª \| Alison Jackson \| Tibco-Silicon Valley Bank \| + 1 min 01 s \| \| \| 7.ª \| Ashleigh Moolman-Pasio \| CCC-Liv \| + 1 min 10 s \| \| \| 8.ª \| Lauren Stephens \| Tibco-Silicon Valley Bank \| + 1 min 10 s \| \| \| 9.ª \| Taryn Heather \| \| + 1 min 13 s \| \| \| 10.ª \| Emily Roper \| Korda Mentha Real Estate Australia \| + 1 min 16 s \| \| |                         |                                    |                 |
| |                         |                                    |                 |
| |                         |                                    |                 |
| Clasificación de la etapa |                         |                                    |                 |
| Ciclista | Ciclista                | Equipo                             | Tiempo          |
| 1.ª | Amanda Spratt           | Mitchelton-Scott                   | 3 h 13 min 20 s |
| 2.ª | Lucy Kennedy            | Mitchelton-Scott                   | + 39 s          |
| 3.ª | Kristabel Doebel-Hickok | Rally Cycling                      | + 45 s          |
| 4.ª | Rachel Neylan           | Virtu Cycling Women                | + 50 s          |
| 5.ª | Jaime Gunning           | Specialized women's racing         | + 53 s          |
| 6.ª | Alison Jackson          | Tibco-Silicon Valley Bank          | + 1 min 01 s    |
| 7.ª | Ashleigh Moolman-Pasio  | CCC-Liv                            | + 1 min 10 s    |
| 8.ª | Lauren Stephens         | Tibco-Silicon Valley Bank          | + 1 min 10 s    |
| 9.ª | Taryn Heather           |                                    | + 1 min 13 s    |
| 10.ª | Emily Roper             | Korda Mentha Real Estate Australia | + 1 min 16 s    |

| \| Clasificación general \| Clasificación general \| Clasificación general \| Clasificación general \| Clasificación general \| \| Ciclista \| Ciclista \| Equipo \| Tiempo \| \| \| --------------------- \| ----------------------- \| ---------------------------------- \| --------------------- \| --------------------- \| \| 1.ª \| Amanda Spratt \| Mitchelton-Scott \| 6 h 23 min 38 s \| \| \| 2.ª \| Lucy Kennedy \| Mitchelton-Scott \| + 43 s \| \| \| 3.ª \| Kristabel Doebel-Hickok \| Rally Cycling \| + 51 s \| \| \| 4.ª \| Rachel Neylan \| Virtu Cycling Women \| + 1 min 00 s \| \| \| 5.ª \| Jaime Gunning \| Specialized women's racing \| + 1 min 03 s \| \| \| 6.ª \| Alison Jackson \| Tibco-Silicon Valley Bank \| + 1 min 11 s \| \| \| 7.ª \| Ashleigh Moolman-Pasio \| CCC-Liv \| + 1 min 20 s \| \| \| 8.ª \| Lauren Stephens \| Tibco-Silicon Valley Bank \| + 1 min 20 s \| \| \| 9.ª \| Taryn Heather \| \| + 1 min 23 s \| \| \| 10.ª \| Emily Roper \| Korda Mentha Real Estate Australia \| + 1 min 46 s \| \| |                         |                                    |                 |
| |                         |                                    |                 |
| |                         |                                    |                 |
| Clasificación general |                         |                                    |                 |
| Ciclista | Ciclista                | Equipo                             | Tiempo          |
| 1.ª | Amanda Spratt           | Mitchelton-Scott                   | 6 h 23 min 38 s |
| 2.ª | Lucy Kennedy            | Mitchelton-Scott                   | + 43 s          |
| 3.ª | Kristabel Doebel-Hickok | Rally Cycling                      | + 51 s          |
| 4.ª | Rachel Neylan           | Virtu Cycling Women                | + 1 min 00 s    |
| 5.ª | Jaime Gunning           | Specialized women's racing         | + 1 min 03 s    |
| 6.ª | Alison Jackson          | Tibco-Silicon Valley Bank          | + 1 min 11 s    |
| 7.ª | Ashleigh Moolman-Pasio  | CCC-Liv                            | + 1 min 20 s    |
| 8.ª | Lauren Stephens         | Tibco-Silicon Valley Bank          | + 1 min 20 s    |
| 9.ª | Taryn Heather           |                                    | + 1 min 23 s    |
| 10.ª | Emily Roper             | Korda Mentha Real Estate Australia | + 1 min 46 s    |

### 3.ª etapa
| Nairne - Stirling | etapa llana | (104,5 km) |

| \| Clasificación de la etapa \| Clasificación de la etapa \| Clasificación de la etapa \| Clasificación de la etapa \| Clasificación de la etapa \| \| Ciclista \| Ciclista \| Equipo \| Tiempo \| \| \| ------------------------- \| ------------------------- \| ---------------------------------- \| ------------------------- \| ------------------------- \| \| 1.ª \| Grace Brown \| Mitchelton-Scott \| 3 h 01 min 07 s \| \| \| 2.ª \| Ruth Winder \| Trek-Segafredo \| + 2 s \| \| \| 3.ª \| Rachel Neylan \| Virtu Cycling Women \| + 2 s \| \| \| 4.ª \| Gracie Elvin \| Mitchelton-Scott \| + 4 s \| \| \| 5.ª \| Amanda Spratt \| Mitchelton-Scott \| + 4 s \| \| \| 6.ª \| Letizia Paternoster \| Trek-Segafredo \| + 4 s \| \| \| 7.ª \| Kristabel Doebel-Hickok \| Rally Cycling \| + 7 s \| \| \| 8.ª \| Lucy Kennedy \| Mitchelton-Scott \| + 9 s \| \| \| 9.ª \| Emily Roper \| Korda Mentha Real Estate Australia \| + 9 s \| \| \| 10.ª \| Alison Jackson \| Tibco-Silicon Valley Bank \| + 9 s \| \| |                         |                                    |                 |
| |                         |                                    |                 |
| |                         |                                    |                 |
| Clasificación de la etapa |                         |                                    |                 |
| Ciclista | Ciclista                | Equipo                             | Tiempo          |
| 1.ª | Grace Brown             | Mitchelton-Scott                   | 3 h 01 min 07 s |
| 2.ª | Ruth Winder             | Trek-Segafredo                     | + 2 s           |
| 3.ª | Rachel Neylan           | Virtu Cycling Women                | + 2 s           |
| 4.ª | Gracie Elvin            | Mitchelton-Scott                   | + 4 s           |
| 5.ª | Amanda Spratt           | Mitchelton-Scott                   | + 4 s           |
| 6.ª | Letizia Paternoster     | Trek-Segafredo                     | + 4 s           |
| 7.ª | Kristabel Doebel-Hickok | Rally Cycling                      | + 7 s           |
| 8.ª | Lucy Kennedy            | Mitchelton-Scott                   | + 9 s           |
| 9.ª | Emily Roper             | Korda Mentha Real Estate Australia | + 9 s           |
| 10.ª | Alison Jackson          | Tibco-Silicon Valley Bank          | + 9 s           |

| \| Clasificación general \| Clasificación general \| Clasificación general \| Clasificación general \| Clasificación general \| \| Ciclista \| Ciclista \| Equipo \| Tiempo \| \| \| --------------------- \| ----------------------- \| ---------------------------------- \| --------------------- \| --------------------- \| \| 1.ª \| Amanda Spratt \| Mitchelton-Scott \| 9 h 24 min 48 s \| \| \| 2.ª \| Lucy Kennedy \| Mitchelton-Scott \| + 49 s \| \| \| 3.ª \| Kristabel Doebel-Hickok \| Rally Cycling \| + 55 s \| \| \| 4.ª \| Rachel Neylan \| Virtu Cycling Women \| + 55 s \| \| \| 5.ª \| Jaime Gunning \| Specialized women's racing \| + 1 min 09 s \| \| \| 6.ª \| Alison Jackson \| Tibco-Silicon Valley Bank \| + 1 min 12 s \| \| \| 7.ª \| Lauren Stephens \| Tibco-Silicon Valley Bank \| + 1 min 34 s \| \| \| 8.ª \| Taryn Heather \| \| + 1 min 37 s \| \| \| 9.ª \| Emily Roper \| Korda Mentha Real Estate Australia \| + 1 min 52 s \| \| \| 10.ª \| Ruth Winder \| Trek-Segafredo \| + 1 min 54 s \| \| |                         |                                    |                 |
| |                         |                                    |                 |
| |                         |                                    |                 |
| Clasificación general |                         |                                    |                 |
| Ciclista | Ciclista                | Equipo                             | Tiempo          |
| 1.ª | Amanda Spratt           | Mitchelton-Scott                   | 9 h 24 min 48 s |
| 2.ª | Lucy Kennedy            | Mitchelton-Scott                   | + 49 s          |
| 3.ª | Kristabel Doebel-Hickok | Rally Cycling                      | + 55 s          |
| 4.ª | Rachel Neylan           | Virtu Cycling Women                | + 55 s          |
| 5.ª | Jaime Gunning           | Specialized women's racing         | + 1 min 09 s    |
| 6.ª | Alison Jackson          | Tibco-Silicon Valley Bank          | + 1 min 12 s    |
| 7.ª | Lauren Stephens         | Tibco-Silicon Valley Bank          | + 1 min 34 s    |
| 8.ª | Taryn Heather           |                                    | + 1 min 37 s    |
| 9.ª | Emily Roper             | Korda Mentha Real Estate Australia | + 1 min 52 s    |
| 10.ª | Ruth Winder             | Trek-Segafredo                     | + 1 min 54 s    |

### 4.ª etapa
| Adelaida - Adelaida | etapa llana | (42,5 km) |

| \| Clasificación de la etapa \| Clasificación de la etapa \| Clasificación de la etapa \| Clasificación de la etapa \| Clasificación de la etapa \| \| Ciclista \| Ciclista \| Equipo \| Tiempo \| \| \| ------------------------- \| ------------------------- \| ------------------------- \| ------------------------- \| ------------------------- \| \| 1.ª \| Chloe Hosking \| Alé Cipollini \| 1 h 02 min 38 s \| \| \| 2.ª \| Letizia Paternoster \| Trek-Segafredo \| + 0 s \| \| \| 3.ª \| Rachele Barbieri \| Bepink \| + 0 s \| \| \| 4.ª \| Sarah Roy \| Mitchelton-Scott \| + 0 s \| \| \| 5.ª \| Alison Jackson \| Tibco-Silicon Valley Bank \| + 0 s \| \| \| 6.ª \| Arlenis Sierra \| Astana Women's Team \| + 0 s \| \| \| 7.ª \| Paola Muñoz \| Swapit Agolico \| + 0 s \| \| \| 8.ª \| Lauretta Hanson \| Trek-Segafredo \| + 0 s \| \| \| 9.ª \| Amy Cure \| \| + 0 s \| \| \| 10.ª \| Gracie Elvin \| Mitchelton-Scott \| + 0 s \| \| |                     |                           |                 |
| |                     |                           |                 |
| |                     |                           |                 |
| Clasificación de la etapa |                     |                           |                 |
| Ciclista | Ciclista            | Equipo                    | Tiempo          |
| 1.ª | Chloe Hosking       | Alé Cipollini             | 1 h 02 min 38 s |
| 2.ª | Letizia Paternoster | Trek-Segafredo            | + 0 s           |
| 3.ª | Rachele Barbieri    | Bepink                    | + 0 s           |
| 4.ª | Sarah Roy           | Mitchelton-Scott          | + 0 s           |
| 5.ª | Alison Jackson      | Tibco-Silicon Valley Bank | + 0 s           |
| 6.ª | Arlenis Sierra      | Astana Women's Team       | + 0 s           |
| 7.ª | Paola Muñoz         | Swapit Agolico            | + 0 s           |
| 8.ª | Lauretta Hanson     | Trek-Segafredo            | + 0 s           |
| 9.ª | Amy Cure            |                           | + 0 s           |
| 10.ª | Gracie Elvin        | Mitchelton-Scott          | + 0 s           |

## Clasificaciones finales
- Las clasificaciones finalizaron de la siguiente forma:[3]

### Clasificación general
| \| Clasificación general \| Clasificación general \| Clasificación general \| Clasificación general \| Clasificación general \| \| Ciclista \| Ciclista \| Equipo \| Tiempo \| \| \| --------------------- \| ----------------------- \| ---------------------------------- \| --------------------- \| --------------------- \| \| 1.ª \| Amanda Spratt \| Mitchelton-Scott \| 10 h 27 min 26 s \| \| \| 2.ª \| Lucy Kennedy \| Mitchelton-Scott \| + 49 s \| \| \| 3.ª \| Rachel Neylan \| Virtu Cycling Women \| + 53 s \| \| \| 4.ª \| Kristabel Doebel-Hickok \| Rally Cycling \| + 55 s \| \| \| 5.ª \| Alison Jackson \| Tibco-Silicon Valley Bank \| + 1 min 08 s \| \| \| 6.ª \| Jaime Gunning \| Specialized women's racing \| + 1 min 09 s \| \| \| 7.ª \| Lauren Stephens \| Tibco-Silicon Valley Bank \| + 1 min 34 s \| \| \| 8.ª \| Taryn Heather \| \| + 1 min 37 s \| \| \| 9.ª \| Emily Roper \| Korda Mentha Real Estate Australia \| + 1 min 52 s \| \| \| 10.ª \| Ruth Winder \| Trek-Segafredo \| + 1 min 54 s \| \| |                         |                                    |                  |
| |                         |                                    |                  |
| Fuente: ProCyclingStats |                         |                                    |                  |
| Clasificación general |                         |                                    |                  |
| Ciclista | Ciclista                | Equipo                             | Tiempo           |
| 1.ª | Amanda Spratt           | Mitchelton-Scott                   | 10 h 27 min 26 s |
| 2.ª | Lucy Kennedy            | Mitchelton-Scott                   | + 49 s           |
| 3.ª | Rachel Neylan           | Virtu Cycling Women                | + 53 s           |
| 4.ª | Kristabel Doebel-Hickok | Rally Cycling                      | + 55 s           |
| 5.ª | Alison Jackson          | Tibco-Silicon Valley Bank          | + 1 min 08 s     |
| 6.ª | Jaime Gunning           | Specialized women's racing         | + 1 min 09 s     |
| 7.ª | Lauren Stephens         | Tibco-Silicon Valley Bank          | + 1 min 34 s     |
| 8.ª | Taryn Heather           |                                    | + 1 min 37 s     |
| 9.ª | Emily Roper             | Korda Mentha Real Estate Australia | + 1 min 52 s     |
| 10.ª | Ruth Winder             | Trek-Segafredo                     | + 1 min 54 s     |

### Clasificación de la montaña
| Clasificación de la montaña | Clasificación de la montaña | Clasificación de la montaña          | Clasificación de la montaña | Clasificación de la montaña |
| Ciclista                    | Ciclista                    | Equipo                               | Puntos                      |                             |
| --------------------------- | --------------------------- | ------------------------------------ | --------------------------- | --------------------------- |
| 1.ª                         | Nadia Quagliotto            | Alé Cipollini                        | 26 pts                      |                             |
| 2.ª                         | Amanda Spratt               | Mitchelton-Scott                     | 18 pts                      |                             |
| 3.ª                         | Lucy Kennedy                | Mitchelton-Scott                     | 12 pts                      |                             |
| 4.ª                         | Alice Cobb                  | Tibco-Silicon Valley Bank            | 11 pts                      |                             |
| 5.ª                         | Kristabel Doebel-Hickok     | Rally Cycling                        | 11 pts                      |                             |
| 6.ª                         | Tetyana Riabchenko          | Doltcini-Van Eyck Sport              | 8 pts                       |                             |
| 7.ª                         | Deborah Paine               | Mike Greer Homes Womens Cycling Team | 7 pts                       |                             |
| 8.ª                         | Georgia Williams            | Mitchelton-Scott                     | 7 pts                       |                             |
| 9.ª                         | Rachel Neylan               | Virtu Cycling Women                  | 6 pts                       |                             |
| 10.ª                        | Elena Pirrone               | Astana Women's Team                  | 6 pts                       |                             |

### Clasificación de los sprints
| Clasificación por puntos | Clasificación por puntos | Clasificación por puntos  | Clasificación por puntos | Clasificación por puntos |
| Ciclista                 | Ciclista                 | Equipo                    | Puntos                   |                          |
| ------------------------ | ------------------------ | ------------------------- | ------------------------ | ------------------------ |
| 1.ª                      | Sarah Roy                | Mitchelton-Scott          | 46 pts                   |                          |
| 2.ª                      | Chloe Hosking            | Alé Cipollini             | 40 pts                   |                          |
| 3.ª                      | Alison Jackson           | Tibco-Silicon Valley Bank | 36 pts                   |                          |
| 4.ª                      | Letizia Paternoster      | Trek-Segafredo            | 35 pts                   |                          |
| 5.ª                      | Rachele Barbieri         | Bepink                    | 32 pts                   |                          |
| 6.ª                      | Gracie Elvin             | Mitchelton-Scott          | 27 pts                   |                          |
| 7.ª                      | Rebecca Wiasak           | UniSA-Australia           | 27 pts                   |                          |
| 8.ª                      | Rachel Neylan            | Virtu Cycling Women       | 26 pts                   |                          |
| 9.ª                      | Grace Brown              | Mitchelton-Scott          | 25 pts                   |                          |
| 10.ª                     | Kristabel Doebel-Hickok  | Rally Cycling             | 18 pts                   |                          |

### Clasificación de los jóvenes
| Clasificación del mejor joven | Clasificación del mejor joven | Clasificación del mejor joven        | Clasificación del mejor joven | Clasificación del mejor joven |
| Ciclista                      | Ciclista                      | Equipo                               | Tiempo                        |                               |
| ----------------------------- | ----------------------------- | ------------------------------------ | ----------------------------- | ----------------------------- |
| 1.ª                           | Jaime Gunning                 | Specialized women's racing           | 10 h 28 min 35 s              |                               |
| 2.ª                           | Niamh Fisher-Black            | Mike Greer Homes Womens Cycling Team | + 1 min 51 s                  |                               |
| 3.ª                           | Katia Ragusa                  | Bepink                               | + 1 min 58 s                  |                               |
| 4.ª                           | Elizabeth Stannard            | Gusto StepFWD KOM                    | + 2 min 15 s                  |                               |
| 5.ª                           | Grace Anderson                | Drops                                | + 2 min 18 s                  |                               |
| 6.ª                           | Jessica Pratt                 | Sydney University                    | + 2 min 22 s                  |                               |
| 7.ª                           | Letizia Paternoster           | Trek-Segafredo                       | + 2 min 50 s                  |                               |
| 8.ª                           | Elena Pirrone                 | Astana Women's Team                  | + 4 min 14 s                  |                               |
| 9.ª                           | Amanda Jamieson               | Watersley International              | + 4 min 43 s                  |                               |
| 10.ª                          | Nadia Quagliotto              | Alé Cipollini                        | + 5 min 25 s                  |                               |

## Evolución de las clasificaciones
| Etapa                   | Vencedora               | Clasificación general | Clasificación de la montaña | Clasificación de los sprints | Clasificación de las jóvenes |
| ----------------------- | ----------------------- | --------------------- | --------------------------- | ---------------------------- | ---------------------------- |
| 1.ª                     | Letizia Paternoster     | Letizia Paternoster   | Nadia Quagliotto            | Sarah Roy                    | Letizia Paternoster          |
| 2.ª                     | Amanda Spratt           | Amanda Spratt         | Nadia Quagliotto            | Sarah Roy                    | Jaime Gunning                |
| 3.ª                     | Grace Brown             | Amanda Spratt         | Nadia Quagliotto            | Sarah Roy                    | Jaime Gunning                |
| 4.ª                     | Chloe Hosking           | Amanda Spratt         | Nadia Quagliotto            | Sarah Roy                    | Jaime Gunning                |
| Clasificaciones finales | Clasificaciones finales | Amanda Spratt         | Nadia Quagliotto            | Sarah Roy                    | Jaime Gunning                |